# Michael Hogan (ator canadense)
Michael Hogan (13 de março de 1949), é um ator canadense, mais conhecido por seus papéis como Coronel Saul Tigh na série Battlestar Galactica (2004), Billy em The Peanut Butter Solution (1985) e a voz de Armando-Owen Bailey na série de jogo Mass Effect.

## Biografia

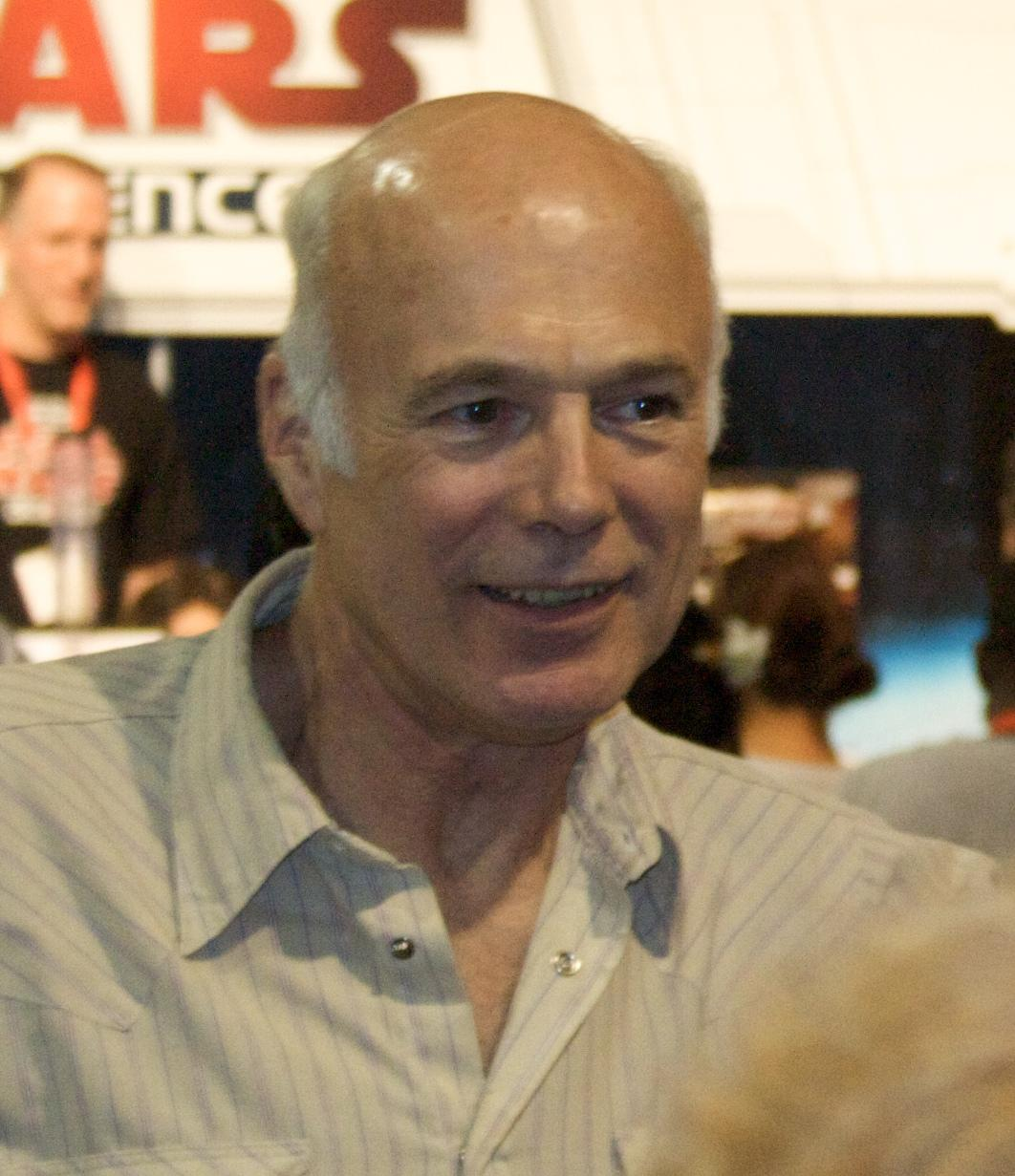
Hogan em 2008

Hogan nasceu na cidade de Kirkland Lake, Ontário, em 1949, cresceu em North Bay, Ontário e estudou na Escola de Teatro Nacional do Canadá (fr). Hogan atuou durante sua carreira em várias aparições especiais em séries de televisão. Já atuou em The New Twilight Zone, Millennium, The Outer Limits, First Wave, Earth: Final Conflict, Andromeda, The L Word, Dollhouse, Monk e Numb3rs.
Em 1998 e 1999, ele apareceu como o deputado Tony Logozzo na série policial canadense Cold Squad. Em 2008, interpretou um general no filme O Dia em que a Terra Parou.
Entre 2003 e 2009, Hogan desempenhou o papel do humanoide Cilón Saul Tigh na série de ficção científica Battlestar Galactica.
Em 2012, Hogan estrelou na segunda temporada da série Teen Wolf e teve o papel de Gerard Argent.
Hogan é casado com a atriz Susan Hogan.[carece de fontes?] Eles atuaram como um casal em alguns episódios de The L Word.